# PKCS
PKCS (tiếng Anh: Public Key Cryptography Standards) là một chuẩn do phòng thí nghiệm RSA Data Security Inc phát triển. Nó dựa vào các cấu trúc ASN.1 và thiết kế cho phù hợp với chứng chỉ X.09, các tiêu chuẩn này do ANSI thiết kế, theo đó dữ liệu được chia thành từng khối nhỏ nhất là 8 bit (octet). PKCS hiện tại bao gồm các chuẩn PKCS#1, PKCS#3, PKCS#5,PKCS#7, PKCS#8, PKCS#9, PKCS#11, PKCS#12, PKCS#13, PKCS#15. Hiện tại phiên bản của các bản đang là 2.1. Trong đó có thể tìm được các chuẩn để mã hóa dữ liệu, chuẩn này được thiết kế dựa vào cách mà các thám mã dùng để tấn công vào đoạn mã. Có thể mô tả sơ qua thế này, trong PKCS#1 có các chuẩn mã hóa - giải mã RSAES - OAEP scheme, chuẩn tạo chữ ký điện tử - kiểm tra RSASSA - PSS scheme ver2.1, hay trong PKCS#7 là các chuẩn cú pháp thông điệp mã hóa. PKCS#11 là phức tạp nhất, nó là chuẩn cho việc truyền thông tin trên mạng dưới dạng các gói tin đã mã hóa.